# Horace Gould
 Horace Gould nascut Horace Harry Twigg  va ser un pilot de curses automobilístiques anglès que va arribar a disputar curses de Fórmula 1.
Horace Gould va néixer el 20 de setembre del 1918 a Bristol, Anglaterra i va morir el 4 de novembre del 1968 a Southmead, un suburbi de Bristol, Anglaterra.

## A la F1
Va debutar a la cinquena cursa de la temporada 1954 (la cinquena temporada de la història) del campionat del món de la Fórmula 1, disputant el 17 de juliol del 1954 el GP de Gran Bretanya al Circuit de Silverstone.
Ron Flockhart va participar en disset curses puntuables pel campionat de la F1, disputades en sis temporades diferents, les corresponents als anys entre 1954 i 1960.

## Resultats a la Fórmula 1
| Any  | Equip                     | Xassís   | Motor    | 1     | 2       | 3   | 4       | 5       | 6       | 7       | 8      | 9       | 10  | 11  | Posició | Punts |
| ---- | ------------------------- | -------- | -------- | ----- | ------- | --- | ------- | ------- | ------- | ------- | ------ | ------- | --- | --- | ------- | ----- |
| 1954 | Cooper                    | Cooper   | Cooper   | ARG   | 500     | BEL | FRA     | GBR 15  | ALE     | SUI     | ITA    | ESP     |     |     | -       | 0     |
| 1955 | Officine Alfieri Maserati | Maserati | Maserati | ARG   | MON     | 500 | BEL     | HOL Ret | GBR Ret | ITA Ret |        |         |     |     | -       | 0     |
| 1956 | Officine Alfieri Maserati | Maserati | Maserati | ARG   | MON 8   | 500 | BEL Ret | FRA     | GBR 5   | ALE Ret | ITA    |         |     |     | 20è     | 2     |
| 1957 | Officine Alfieri Maserati | Maserati | Maserati | ARG   | MON Ret | 500 | FRA Ret | GBR NVS | ALE Ret | PES Ret | ITA 10 |         |     |     | -       | 0     |
| 1958 | Officine Alfieri Maserati | Maserati | Maserati | ARG 9 | MON NVQ | HOL | 500     | BEL     | FRA     | GBR     | ALE    | POR     | ITA | MAR | -       | 0     |
| 1960 | Officine Alfieri Maserati | Maserati | Maserati | ARG   | MON     | 500 | HOL     | BEL     | FRA     | GBR     | POR    | ITA NVQ | USA |     | -       | 0     |

### Resum
| Curses: | Victòries: | Pòdiums: | Poles: | Voltes ràpides: | Punts: |
| ------- | ---------- | -------- | ------ | --------------- | ------ |
| 17      | 0          | 0        | 0      | 0               | 2      |